# Gare de Falisolle
 (novembre 2019).
Si vous disposez d'ouvrages ou d'articles de référence ou si vous connaissez des sites web de qualité traitant du thème abordé ici, merci de compléter l'article en donnant les références utiles à sa vérifiabilité et en les liant à la section « Notes et références ».
La gare de Falisolle est une ancienne gare ferroviaire belge de la ligne 150, de Tamines à Anhée située à Falisolle, section de la commune de Sambreville située en Région wallonne dans la province de Namur.
Elle est désormais fermée au trafic des voyageurs mais la ligne reste ouverte aux marchandises pour la firme Carmeuse à Aisemont et le bâtiment des recettes a survécu.

## Situation ferroviaire
Établie à 107 mètres d'altitude, La gare de Falisolle est située au point kilométrique (PK) 2,70 de la ligne 150, de Tamines à Anhée entre les gares de Tamines et d'Aisemont.
Elle est actuellement située sur la seule portion ouverte de la ligne 150, utilisée pour desservir le site Carmeuse à Aisemont. La voie est réservée aux marchandises et est parcourue en exploitation simplifiée (pas de signaux, vitesse limitée).

## Histoire
Un arrêt a été établi à Falisolle le 12 mai 1881, deux ans après l'ouverture de la première portion de la ligne 150 entre Tamines et Mettet en 1879. La maison de garde-barrière, qui existe toujours, a peut-être servi de bâtiment de gare provisoire[réf. nécessaire].
Contrairement aux autres gares de la ligne, le bâtiment n'est pas construit en utilisant le modèle habituel pour les lignes construites par des concessionnaires privés entre 1873 et les années 1890 : le plan-type 1873.
Il s'agit en effet d'une gare dite "du groupe de Namur". Le bâtiment date de 1895 et la gare possède une halle à marchandises.
La nationalisation de la Compagnie du Nord-Belge en 1940 a entraîné la disparition du trafic de transit qui empruntait la portion nord de la ligne 150 au profit de la ligne 154 Namur - Dinant au profil beaucoup plus facile.
En août 1962, le trafic voyageurs entre Tamines et Anhée est transféré sur la route. Les rails seront conservés à titre stratégique au-delà d'Aisemont avant d'être démontés au début des années 2000. Il existe toujours une dessertes marchandises du site Carmeuse d'Aisemont et un RAVeL a été installé sur le reste de la ligne 150 entre Aisemont et Anhée.

### Le bâtiment de la gare
En 1895, Falisolle reçut un beau bâtiment à la façade en pierre dont les caractéristiques stylistiques sont celles des gares du groupe de Namur. 
Il s'agit d'un ensemble de gares conformes aux directives de 1880 dues à l'architecte Émile Robert érigées autour de Namur entre 1881 et les années 1890. 
Les gares du groupe de Namur n'étaient pas toutes identiques que ce soit au niveau du plan, des matériaux employés et des ornements. En revanche, plusieurs d'entre-elles étaient identiques et celle de Falisolle partage un plan identique avec celles de Jemeppe-sur-Sambre, Franière et le bâtiment désormais démoli de la gare d'Aiseau.

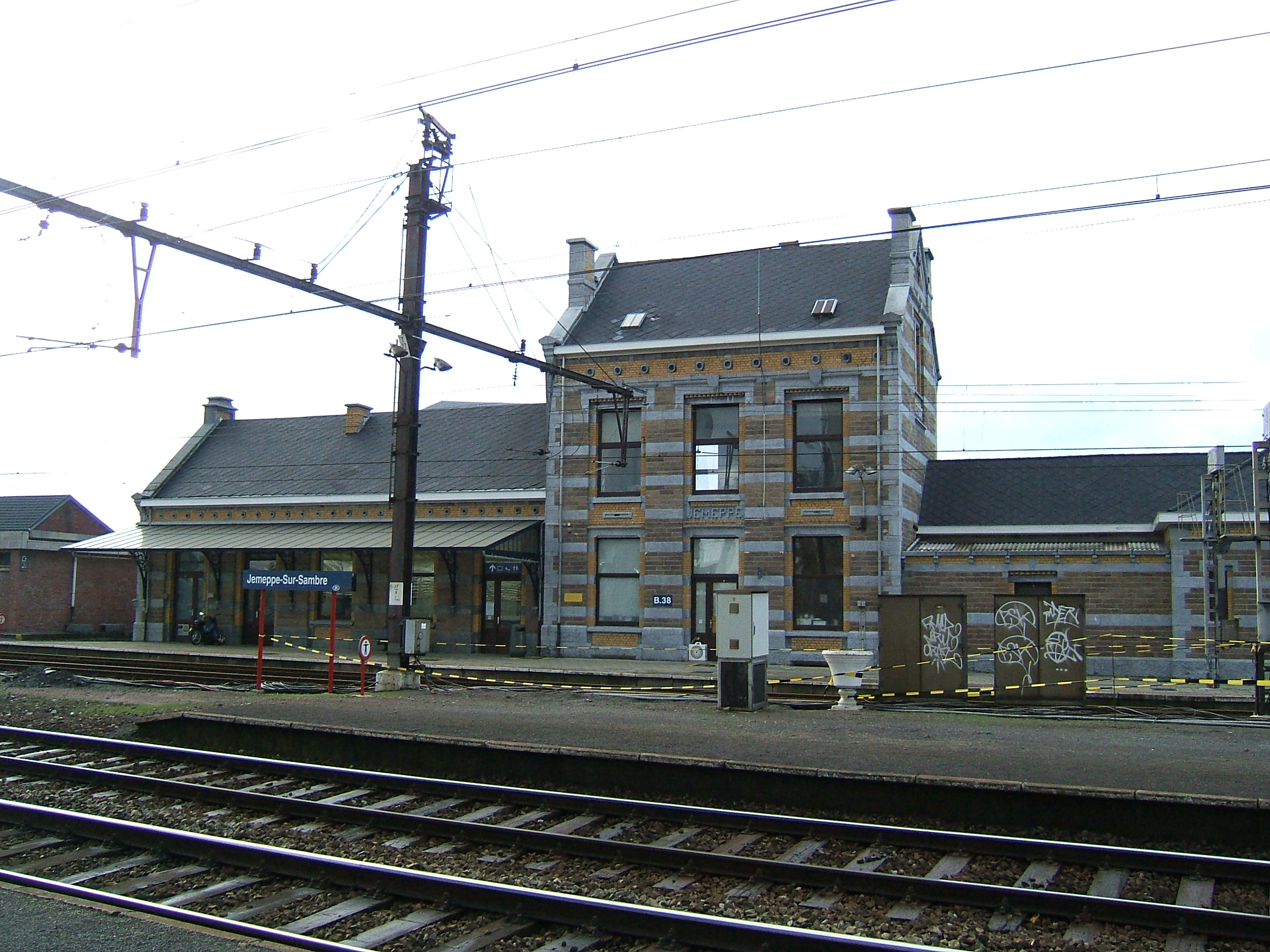
Le bâtiment de gare de Jemeppe-sur-Sambre est quasi identique à la gare de Falisolle, tant au niveau de la forme que des matériaux employés

Elles sont constituées d'un corps central à deux étages de trois travées sous bâtière servant de guichet, de bureau et de logement de fonction pour le chef de gare, d'une aile basse sous bâtière servant de salle d'attente et d'une aile de service dont la forme varie. Les travées sont toutes surmontées de linteaux droits en pierre, la façade comporte de très nombreux bandeaux décoratifs horizontaux ainsi que des pilastres. De nombreux ornements (rampants des pignons, soubassement, détails de la frise) sont en pierre. La gare de Franière (et sans doute celle d'Aiseau) ont une façade de brique. 
Falisolle et Jemeppe-sur-Sambre sont pratiquement identiques et comportent une façade en pierre avec des ornements de pierre bleue et de la brique jaune sous les fenêtres, pour certains détails comme les cheminées ou dans les encadrements. L'aile de service est plus longue et est en forme de L. 
Contrairement à la gare de Jemeppe-sur-Sambre, Falisolle est un petit bâtiment de gare avec une aile basse de trois travées, plus courte que l'aile de service. Autre différence, l'aile servant de salle d'attente est disposée à droite et non à gauche (côté quai). 
Après la fermeture de la ligne 150 aux voyageurs, le trafic marchandises est désormais cantonné à la desserte d'Aisemont. Le bâtiment de la gare de Falisolle a échappé à la démolition, il est désormais utilisé comme quincaillerie (dans l'ancienne salle d'attente qui a été agrandie) et comme habitation. La maison de garde-barrière a également survécu et porte toujours le nom de la gare peint sur sa façade. 
Les quais et la halle à marchandises ont quant à eux disparu.